# Gra w syra
Gra w syra – prosta gra dziecięca o skromnym instrumentarium narzędziowym popularna w Poznaniu w okresie po II wojnie światowej. Obecnie zapomniana.
Gra polegała na stawianiu wysokiej wieżyczki z zalegających w całym mieście gruzów (cegły, bruk, kamienie). Z wyznaczonego miejsca grupa dzieci rzucała do wieżyczki kamieniem lub kawałkiem cegły. Rundę wygrywała ta osoba, która jednym rzutem strąciła jak najwięcej elementów wieżyczki. Podobną grą jest kaszubska kapela o nieco innym przebiegu.